# Cymodoce bentonica
Cymodoce bentonica är en kräftdjursart som beskrevs av Loyola e Silva 1962. Cymodoce bentonica ingår i släktet Cymodoce och familjen klotkräftor. Inga underarter finns listade i Catalogue of Life.